# Rəhman Hacıyev
Rəhman Xudayət oğlu Hacıyev, abrégé Rəhman Hacıyev, né le 25 juillet 1993 à Tovuz, est un footballeur international azerbaïdjanais. Il évolue au poste de milieu de terrain au Neftchi Baku.

## Carrière

### En club
Il joue cinq matchs en deuxième division turque avec le club du Gaziantep BB.

### En équipe nationale
Le 3 septembre 2014, il inscrit avec les espoirs un doublé contre Israël (victoire 3-0). Ce match rentre dans le cadre des éliminatoires de l'Euro espoirs 2015.
Rəhman Hacıyev honore sa première sélection en équipe d'Azerbaïdjan le 17 novembre 2015, lors d'un match amical contre la Moldavie. Ce math disputé à Bakou se solde par une victoire 2-1 de l'Azerbaïdjan.

## Statistiques
| Saison                | Club                  | Championnat           | Championnat | Championnat | Coupe(s) nationale(s) | Coupe(s) nationale(s) | Compétition(s) continentale(s) | Compétition(s) continentale(s) | Compétition(s) continentale(s) | Azerbaïdjan | Azerbaïdjan | Total | Total |
| Saison                | Club                  | Division              | M.          | B.          | M.                    | B.                    | Comp.                          | M.                             | B.                             | M.          | B.          | M.    | B.    |
| 2009-2010             | FK Bakou              | Premyer Liqasi        | 3           | 0           | 0                     | 0                     | -                              | -                              | -                              | -           | -           | 3     | 0     |
| 2010-2011             | FK Bakou              | Premyer Liqasi        | 1           | 0           | 0                     | 0                     | -                              | -                              | -                              | -           | -           | 1     | 0     |
| 2011-2012             | FK Bakou              | Premyer Liqasi        | 26          | 2           | 2                     | 0                     | -                              | -                              | -                              | -           | -           | 28    | 2     |
| 2012-2013             | FK Bakou              | Premyer Liqasi        | 12          | 0           | 0                     | 0                     | C3                             | 2                              | 0                              | -           | -           | 14    | 0     |
| 2013-2014             | FK Bakou              | Premyer Liqasi        | 2           | 0           | 0                     | 0                     | -                              | -                              | -                              | -           | -           | 2     | 0     |
| Sous-total            | Sous-total            | Sous-total            | 44          | 2           | 2                     | 0                     | -                              | 2                              | 0                              | -           | -           | 48    | 2     |
| 2013-2014             | FK Sumgayit (prêt)    | Premyer Liqasi        | 18          | 3           | -                     | -                     | -                              | -                              | -                              | -           | -           | 18    | 3     |
| 2014-2015             | Gaziantep BB (prêt)   | 1. Lig                | 5           | 0           | 3                     | 1                     | -                              | -                              | -                              | -           | -           | 8     | 1     |
| Sous-total            | Sous-total            | Sous-total            | 23          | 3           | 3                     | 1                     | -                              | -                              | -                              | -           | -           | 26    | 4     |
| 2014-2015             | Neftchi Baku          | Premyer Liqasi        | 13          | 0           | 3                     | 0                     | -                              | -                              | -                              | -           | -           | 16    | 0     |
| 2015-2016             | Neftchi Baku          | Premyer Liqasi        | 34          | 3           | 5                     | 2                     | C3                             | 2                              | 0                              | 3           | 0           | 44    | 5     |
| 2016-2017             | Neftchi Baku          | Premyer Liqasi        | 8           | 1           | -                     | -                     | C3                             | 4                              | 1                              | -           | -           | 12    | 2     |
| Sous-total            | Sous-total            | Sous-total            | 55          | 4           | 8                     | 2                     | -                              | 6                              | 1                              | 3           | 0           | 72    | 7     |
| Total sur la carrière | Total sur la carrière | Total sur la carrière | 122         | 9           | 13                    | 3                     | -                              | 8                              | 1                              | 3           | 0           | 146   | 13    |

## Palmarès
- Finaliste de la Coupe d'Azerbaïdjan en 2016 avec le Neftchi Baku